# Sheshan
Sheshan (kinesiska: 佘山, 佘山镇) är en köping i Kina. Den ligger i Songjiang i storstadsområdet Shanghai, i den östra delen av landet, omkring 30 kilometer sydväst om den centrala stadskärnan. Antalet invånare är 75 507. Befolkningen består av 35 645 kvinnor och 39 862 män. Barn under 15 år utgör 8,0 %, vuxna 15-64 år 82 %, och äldre över 65 år 8,0 %.